# Felicity Huffman
Felicity Kendall Huffman (Bedford, 9 de dezembro de 1962) é uma atriz americana. Foi indicada ao Óscar de Melhor Atriz pelo papel da transexual Sabrina Osbourne no filme Transamerica (2005) e é conhecida por interpretar Lynette Scavo na série de comédia dramática Desperate Housewives.

## Carreira
Felicity Huffman tornou-se conhecida pelo seu papel de "Lynette Scavo" na série de televisão Desperate Housewives. Conquistou o Golden Globe Award para Melhor Atriz (filme dramático) de 2006 pelo filme Transamerica, em que vive o papel de uma mulher transexual. Outros dos seus desempenhos podem ser encontrados no filme Magnólia e na série de televisão Sports Night.
No filme independente Transamerica (2005) interpretou o papel de "Bree Osborne", uma transexual em fase final de transição social de gênero. Desejosa por esquecer seu passado, é surpreendida por um telefonema do filho de dezessete anos que se encontra preso numa cadeia em Manhattan. Os dois iniciam então uma emotiva viagem de automóvel entre Nova Iorque e Los Angeles. O filme foi apresentado no Festival de Cinema de Berlim e no Festival de Cinema de Tribeca, tendo recebido deste último o prêmio para Melhor Atriz. No mesmo ano recebeu o Golden Globe Award para Melhor Atriz (filme dramático) e em 2006 foi indicada ao Óscar da Academia para Melhor Atriz (principal).
Foi também nomeada para um Globo de Ouro no ano de 2000 pelo seu trabalho em Sports Night. Em 2005, venceu o seu primeiro Emmy como Melhor Atriz (série de comédia) pelo papel em Desperate Housewives, superando outras duas atrizes da série que também tinham sido nomeadas (Teri Hatcher e Marcia Cross).
Em seu último filme atuou ao lado Jane Fonda e Lindsay Lohan na comédia dramática Georgia Rule.
Em 1º de abril de 2024, a atriz foi anunciada como reforço do elenco de Criminal Minds, na pele de Jill Gideon, brilhante psiquiatra e ex-mulher de Jason Gideon, agente do FBI vivido por Mandy Patinkin durante os primeiros anos do drama policial.

## Vida pessoal
Huffman casou-se com o ator William H. Macy, com quem tem duas filhas, Sophia Grace e Georgia Grace. A família reside em Los Angeles. É uma das fundadoras de uma companhia de teatro, a Atlantic Theater Company.

### Escândalo de fraude nas admissões universitárias americanas
Em 14 de março de 2019 o FBI desbaratou um bando formado por mais de 50 pessoas, entre pais, empresários e vários treinadores esportivos universitários, que desde 2011 receberam até 25 milhões de dólares para que os filhos de ricos privilegiados fossem aceitos em universidades prestigiosas dos Estados Unidos. Felicity foi uma das indiciadas acusada de ter pago quinze mil dólares por meio de entidade beneficente falsa para fraudar o exame de admissão - PSAT de sua filha mais velha, Sophia. Diante de um tribunal em Boston, ela declarou-se culpada. Em 13 de setembro foi condenada a catorze dias de prisão em regime fechado, a pagar multa de trinta mil dólares, prestar 250 horas de serviços comunitários e um ano em liberdade condicional. Felicity iniciará o cumprimento da pena em 25 de outubro no estabelecimento prisional feminino de Dublin (Califórnia).